# Jardín Botánico de Saint-Chamond
El Jardín Botánico de Saint-Chamond ( en francés: Jardin botanique de Saint-Chamond) es un jardín botánico de 7 000 m² de extensión, de propiedad privada, en Saint-Chamond, Francia.

## Localización
Jardin botanique de Saint-Chamond 4 chemin du Jardin Botanique, Saint-Chamond, Loire, Rhône-Alpes, France-Francia.
Planos y vistas satelitales, 45°28′39″N 4°30′55.08″E / 45.47750, 4.5153000
Es visitable previa solicitud en los meses cálidos del año. Se cobra una tarifa de entrada

## Historia
Este jardín botánico fue creado en 1991 en el mismo lugar en el que se encontraba un antiguo vivero de melocotoneros, gracias a la iniciativa de Michel Manevy.
Desde su inauguración ha crecido, incrementando las plantas raras para cada vez que una decoración diferente.
La colección de jardín, se ha aumentado gradualmente así como su diseño.

## Colecciones botánicas
En este jardín botánico se albergan 4500 variedades de plantas perennes y arbustos en cuatro jardines diferentes:
- Le jardin à l'Italienne (El jardín Italiano): Con las avenidas en cruz.
- Le jardin blanc  (El jardín blanco): (colores blancos y azules) y una charca.
- Le jardin des simples (El jardín de simples): con plantas aromáticas y medicinales.
- Le jardin de l'homme créateur (El jardín del hombre creativo): con una colección de Hostas y de gramíneas.

Este jardín es un lugar de placer de los sentidos y también de puesta en escena de la naturaleza y las especies vegetales.